# 大田区民プラザ
大田区民プラザ（おおたくみんプラザ）は1987年10月31日に「文化をはぐくむまちづくりの拠点」として現東急多摩川線下丸子駅前にオープンした総合文化施設である。公益財団法人大田区文化振興協会が管理運営しており財団の本部となっている。コンサート、演劇、発表会、研修会、展示会、講習会、カルチャースクール、パーティーなどで利用されている。

## 施設
大ホール（511人）、小ホール（170人）、展示室、リハーサル室、音楽スタジオ、リハーサル室、体育館、トレーニングルーム、会議室、和室/茶室、研修室、美術室、レストランなどがある総合文化施設。

## 交通アクセス
- 東急多摩川線下丸子駅前。
- 東急池上線千鳥町駅から徒歩7分